# FC Kufstein
El FC Kufstein es un club de fútbol austríaco de la ciudad de Kufstein, Tirol. Actualmente juega en la Regionalliga Tirol, uno de los grupos que forman la tercera división austriaca.

## Historia
Fue fundado en 1919 y fue conocido como SV Kufstein hasta la Segunda Guerra Mundial y de 1946 a 1987 como SC Kufstein.